# 7649 Bougainville
7649 Bougainville (1990 SV5) là một tiểu hành tinh vành đai chính được phát hiện ngày 22 tháng 9 năm 1990 bởi Elst, E. W. ở La Silla.